# Marktgraitz
Marktgraitz er en købstad (markt) i Landkreis Lichtenfels regierungsbezirk Oberfranken i den tyske delstat Bayern. Den er en del af Verwaltungsgemeinschaft Redwitz a.d.Rodach.

## Geografi
Byen ligger mellem Naturparkerne Frankenhöhe og Fränkische Schweiz-Veldensteiner Forst ved sammenløbet af floderne Steinach og Rodach.

## Historie
Kommunen er nævnt første gang i 1071 i et gavebrev.